# Sant Joan Baptista de Conat

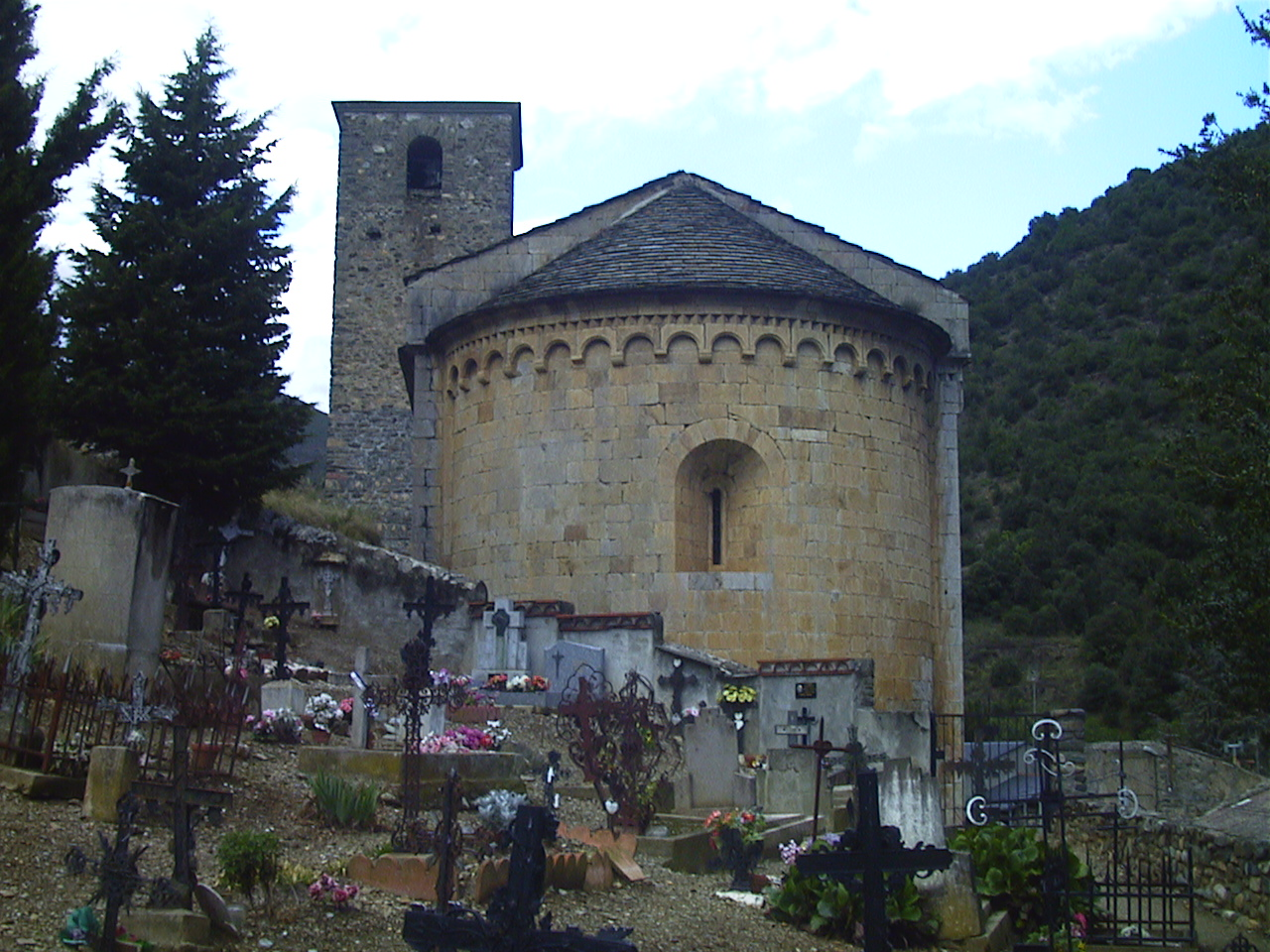
Capçalera de l'església

Sant Joan Baptista de Conat és l'església parroquial del poble nord-català de Conat, a la comuna del mateix nom, de la comarca del Conflent.
Està situada a llevant del poble, aturonada a la dreta de la Callan, mentre que la major part del poble és a l'esquerra. Al costat seu hi ha el cementiri del poble.

## Història
Dedicada a sant Joan Baptista, és esmentada ja el 1175, i novament el 1186, ara com a Sancti Johannis de Chonato.
Va ser declarada monument històric de França el 1993.

## L'edifici
L'edifici actual, del segle xii, és fet de pedres de granit o marbre local. És de nau gran, única, amb un absis semicircular quasi tan alt com la nau. Té dues absidioles incloses en els murals laterals, formant un esbós de transsepte, amb l'absis principal. La volta de la nau és apuntada, mentre que la de l'absis, de cul de forn. Té dues capelles laterals inscrites en el gruix de les parets. De decoració té un fris en dents d'engranatge que corre per dessobre l'absis per la part superior del mur nord. El campanar, de base quadrada, és del segle xi, i seria la pervivència d'una església anterior a la conservada actualment, que és del XII.
L'absidiola meridional té de pilar de l'altra dos capitells romànics, posats un damunt de l'altre, que deuen procedir del porxo que existia a la façana nord, del qual romanen encara a lloc les quatre mènsules damunt de les quals recolzava. La septentrional, originalment semicircular, fou engrandida per tal d'enquibir-hi un retaule. A prop, es va buidar entre 1830 i 1842 dins de la paret l'escala de cargol per a accedir al púlpit, cosa que va perjudicar el mur lateral nord de l'església, avui dia blegat a l'exterior.

## La llinda de la porta de l'església
Com a tret especial, l'església va ser signada pel seu constructor. A la llinda hi diu:
| « | α+ω Hanc, Petrus A Petra Dictus, que scandit ad etra, Aulam fundavit; illum deus unde beavit | » |
| — Aquesta (església), que es dreça cap al cel, Pere dit de la Pedra va fundar; així Déu el va recompensar |                                                                                              |   |

 La presència de les lletres gregues alfa i omega (la primera i la darrera d'aquell alfabet) és una referència, freqüent a les esglésies romàniques, a l'eternitat de Déu, evidenciada a través de diversos passatges de l'Apocalipsi.

## Mobiliari
Del mobiliari existent a l'església, en destaquen els retaules de l'altar major, dedicat a sant Joan Baptista i el de la Mare de Déu del Roser, de l'absidiola nord, tots dos del segle xvii. El de l'altar major porta la data de 1691, i va ser encarregat el 1686 a l'escultor d'Agde Jean Cauvet.
Les tres taules d'altar existents són romàniques; també és medieval la pica baptismal, de marbre rosa. Hi ha també una imatge de fusta de Santa Margarida, del segle xvii, que podria procedir de l'església quasi desapareguda de Santa Margarida de Nabilles. Finalment, la pica beneitera, també de marbre rosa, és del segle xix.